# NBC
Pour les articles homonymes, voir NBC (homonymie).
La National Broadcasting Company (NBC) est un groupe audiovisuel américain, qui se bâtit autour du réseau hertzien NBC Television. Le groupe comprend en outre les chaînes câblées CNBC, MSNBC et Bravo, les chaînes hertziennes de langue espagnole Telemundo, ainsi que diverses autres chaînes.
Le groupe est fondé par une association entre Westinghouse, General Electric Corporation (GE) et la Radio Corporation of America (RCA). NBC est formé de dix stations qu'elle possède ainsi que 200 affiliés aux États-Unis et ses territoires. Quelques stations du réseau sont distribuées au Canada et plusieurs de ses émissions réseau sont acquises et redistribuées par des réseaux canadiens en simultané.

## Histoire

### Radio
La station de radio WJZ 833 AM de Newark (New Jersey), lancée en octobre 1921 par Westinghouse Electric, déplace ses studios à New York en 1923 et change de fréquence pour 660 AM, avant d'être acquise par RCA en 1926. Elle devient la station phare du réseau NBC Blue Network, lancé le 1er janvier 1927.
La station de radio WEAF 660 AM de New York, lancée en 1922 par AT&T, a été acquise par RCA en juillet 1926, et est devenue la station phare du réseau NBC Red Network, lancé le 15 novembre 1926.
Le Red Network était composée des meilleurs affiliés et contenait de la programmation de qualité ou à gros budget, alors que le Blue Network était composée des affiliés de moindre puissance et contenait de la programmation renouvelée ou expérimentale, et les programmes les plus populaires étaient déplacés sur le Red Network. Le 5 avril 1927, NBC rejoint la côte ouest en créant NBC Orange Network, qui rediffuse la programmation du Red Network, la station KGO de San Francisco à la tête du réseau, puis en 1931, le Blue Network est rediffusé sur le NBC Gold Network avec la station KPO de San Francisco à la tête du réseau. En 1936, les couleurs Orange et Gold ont été abandonnés, devenant uniquement Red ou Blue. À New York, les deux stations de radio partagent les studios au 30 Rockefeller Plaza.
En 1943, la Cour suprême des États-Unis, inquiète du droit de la concurrence, ordonne RCA à vendre l'un de ses réseaux. Le Red Network est devenu « NBC Radio Network », et le Blue Network est vendu à American Broadcasting System, Inc., une firme contrôlée par Edward Noble, pour 8 millions de dollars. Le 15 juin 1945, le Blue Network devient American Broadcasting Company.
L'identité sonore de la radio provient des trois notes appelées « NBC Chimes », littéralement les carillons de NBC, qui suivent la séquence « G-E-C », c'est-à-dire Sol-Mi-Do, un arpège renversé de do majeur (Do-Mi-Sol). Les NBC Chimes ont été standardisées depuis 1931 entre les émissions, permettant aux ingénieurs dans les stations affiliées d'indiquer le moment où ils peuvent commencer la programmation locale (en particulier la publicité locale) ou alterner la programmation entre le Red et le Blue Network. Dans les années 1950, elles deviennent la toute première marque déposée à avoir la singularité d'être entièrement sonore.

### Télévision

#### Les débuts
RCA a lancé sa télévision expérimentale en 1928 sur la station W2XBS, dont le Photophone. Des tests en circuit fermé et par antenne à destination d'environ 75 employés de la haute direction de RCA étaient en cours, alors que les standards de la télévision étaient en développement. Le 24 juin 1941, W2XBS a reçu sa licence commerciale (l'autre licence étant attribuée le même jour à la CBS), et a commencé ses émissions le 1er juillet 1941 (une heure avant les programmes de la CBS).

#### Passage à la couleur
NBC a commencé la diffusion de ses programmes en couleur dès 1954.
Alors que son rival CBS diffusait à titre expérimental les premiers programmes de télévision couleur aux États-Unis, leur système était incompatible avec les millions de téléviseurs noir et blanc utilisés à l'époque. Après une série d'émissions couleur limitées et incompatibles (principalement programmées pendant la journée), CBS abandonne ce système tv couleur et de ses émissions.
Cela ouvre la porte à l'adoption du système de couleurs compatible RCA comme norme américaine. RCA a convaincu la FCC d'approuver son système de tv couleurs en décembre 1953. NBC était prêt avec une programmation couleur quelques jours après la décision de la commission. NBC a commencé la transmission en couleur avec quelques émissions en 1954 et a diffusé son premier programme couleur régulier avec la diffusion de tous les épisodes de la série The Marriage en couleur à partir de cet été là.

#### Depuis les années 1990
Dans les années 1990, la NBC a entamé une stratégie de diversification, notamment avec la création de deux sous-réseaux de télévision par câble, CNBC et MSNBC. La NBC a également la propriété partielle de plusieurs canaux régionaux de sports et d'autres canaux de câble, tels que Court TV et American Movie Classics. La NBC Super Channel atteint plus de 65 millions de ménages en Europe. En 1994, la NBC a commencé à mettre en place la vidéo de bureau de NBC, un service d'informations financières qui fournit la vidéo de phase aux ordinateurs individuels. En 1995, la compagnie a annoncé un accord avec Microsoft visant à créer MSNBC, un canal de télévision par câble.
Le journaliste Martin A. Lee relève que la chaine s'est particulièrement enthousiasmée, dans sa couverture de la guerre contre l'Irak en 1990, pour les performances des armes utilisées par l’armée américaine. Celles-ci étaient en grande partie produites par General Electric, également propriétaire de la NBC. Devant cette situation, un ancien employé de NBC News reconnait que « la notion même de liberté de presse bute sur une contradiction insurmontable quand les gens qui possèdent les médias sont ceux-là mêmes sur qui il faudrait enquêter. » La chaine a également refusé d'évoquer dans ses émissions consacrées au boycottage la campagne menée par INFACT contre General Electric. Quand le directeur de National Boycott News insista, il se vit répondre par un des producteurs : « Si je faisais cela, il me faudrait chercher un nouveau job dès demain...»
NBC a longtemps été la chaine de télévision no 1 aux États-Unis grâce à des programmes tels que Friends, Seinfeld, Urgences, Will et Grace ou le Saturday Night Live. Depuis quelques années[Quand ?], NBC a connu une forte érosion dans l'audience de ses programmes phares et se positionnait en 2005 en troisième position derrière CBS et ABC, respectivement premier et second.
Depuis le rachat en mai 2004 de Vivendi Universal Entertainment par General Electric, NBC fait partie du conglomérat de médias NBC Universal. En janvier 2011, Comcast devient l'actionnaire majoritaire devant General Electric.
En février 2017, NBC annonce vouloir prendre une participation de 25 % dans la chaine d'information européenne Euronews pour environ trente millions d'euros.
En 2017, le Centre Shorenstein sur les médias et la politique (en) de l'université Harvard examinant dans une étude la manière dont les journalistes de dix grands médias avaient couvert Donald Trump durant les cent premiers jours de sa présidence montre que la tonalité de la couverture des nouvelles est négative à 93 % pour NBC.

## Identité corporative

### Logotype
Le tout premier logotype de la chaîne de télévision fut un glockenspiel à trois lames sur lesquelles furent inscrites les lettres NBC. Lors de l'arrivée de la couleur, on vit apparaître une première version du paon (en anglais : peacock), et un nouveau logo, appelé « snake » (en français : « serpent »), qui était, en fait, les lettres NBC reliées entre elles.
Le logotype de NBC est une représentation stylisée d'un paon, voulant indiquer par là la richesse des couleurs de NBC dès l'apparition de la technologie de télévision couleur.

Logo de la NBC de 1956 à 1976.
Logo de la NBC de 1976 à 1979.
Logo de la NBC du 12 mai 1986 à 2011.
Logo de la NBC du 14 septembre 2009 à 2011.
Logo de la NBC du 2011 à 30 septembre 2013.
Logo de la NBC du 30 septembre 2013 à 2018.
Logo de la NBC du 2018 à 2022.
Logo de la NBC du 2020 à 2021, pour promouvoir le service de streaming Peacock.
Logo de la NBC depuis 2022.

## Affiliés
| #   | Marché                                         | Station      | Propriétaire                |
| --- | ---------------------------------------------- | ------------ | --------------------------- |
| 1   | New York                                       | WNBC         | NBCUniversal                |
| 2   | Los Angeles                                    | KNBC         | NBCUniversal                |
| 3   | Chicago                                        | WMAQ-TV      | NBCUniversal                |
| 4   | Philadelphie                                   | WCAU         | NBCUniversal                |
| 5   | Dallas                                         | KXAS-TV      | NBCUniversal                |
| 6   | San Francisco                                  | KNTV         | NBCUniversal                |
| 7   | Washington D.C.                                | WRC-TV (en)  | NBCUniversal                |
| 8   | Houston                                        | KPRC-TV (en) | Post-Newsweek Stations      |
| 9   | Boston                                         | WBTS-LD (en) | NBCUniversal                |
| 10  | Atlanta                                        | WXIA-TV (en) | Gannett Company             |
| 11  | Tampa                                          | WFLA-TV (en) | Media General, Inc.         |
| 12  | Phoenix                                        | KPNX         | Gannett                     |
| 13  | Détroit                                        | WDIV-TV      | Post-Newsweek Stations      |
| 14  | Seattle                                        | KING-TV      | Belo Corporation            |
| 15  | Minneapolis                                    | KARE         | Gannett                     |
| 16  | Miami                                          | WTVJ         | NBCUniversal                |
| 17  | Denver                                         | KUSA         | Gannett                     |
| 18  | Orlando                                        | WESH         | Hearst Television           |
| 19  | Cleveland                                      | WKYC         | Gannett                     |
| 20  | Sacramento                                     | KCRA-TV      | Hearst Television           |
| 21  | Saint-Louis (Missouri)                         | KSDK         | Gannett Company             |
| 22  | Charlotte (Caroline du Nord)                   | WCNC-TV      | Belo Corporation            |
| 23  | Pittsburgh                                     | WPXI         | Cox Media Group             |
| 24  | Raleigh/Durham/Fayetteville (Caroline du Nord) | WNCN         | Media General               |
| 25  | Portland                                       | KGW          | Belo Corporation            |
| 26  | Baltimore                                      | WBAL-TV      | Hearst Television           |
| 27  | Indianapolis                                   | WTHR         | Dispatch Broadcast Group    |
| 28  | San Diego                                      | KNSD         | NBCUniversal                |
| 29  | Nashville                                      | WSMV-TV      | Meredith Corporation        |
| 30  | New Britain/Hartford/New Haven                 | WVIT         | NBCUniversal                |
| 53  | Buffalo (New York)                             | WGRZ         | Gannett Company             |
| 56  | Wilkes-Barre                                   | WBRE-TV      | Nexstar Broadcasting Group  |
| 77  | Columbia (Caroline du Sud)                     | WIS          | Raycom Media                |
| 97  | Plattsburgh/Burlington                         | WPTZ         | Hearst Television           |
| 115 | Youngstown (Ohio)                              | WFMJ-TV      | Vindicator Printing Company |
| 141 | Beaumont (Texas)                               | KBMT         | London Broadcasting Company |
| 147 | Anchorage                                      | KTUU-TV      | Schurz Communications       |
| 152 | Albany (Géorgie)                               | WALB         | Raycom Media                |
| 203 | Victoria (Texas)                               | KAVU-TV      | Saga Communications         |

## Programmation

### Programmation saison 2023-2024
| Jours    | 20h-21h                   | 20h-21h                               | 21h-22h                      | 22h-23h                              |
| Jours    | 20h-20h30                 | 20h30-21h                             | 21h-22h                      | 22h-23h                              |
| -------- | ------------------------- | ------------------------------------- | ---------------------------- | ------------------------------------ |
| Lundi    | The Voice (saisons 24)    | The Voice (saisons 24)                | The Voice (saisons 24)       | The Irrational (saison 1, nouveauté) |
| Mardi    | Night Court (saison 2)    | Extended Family (saison 1, nouveauté) | The Voice                    | Quantum Leap (saison 2)              |
| Mercredi | Chicago Med (saison 9)    | Chicago Med (saison 9)                | Chicago Fire (saison 12)     | Chicago P.D. (saison 11 )            |
| Jeudi    | Law and Order (saison 23) | Law and Order (saison 23)             | Law & Order: SVU (saison 25) | Found (saison 1, nouveauté)          |
| Vendredi | The Wall                  | The Wall                              | Dateline NBC                 | Dateline NBC                         |
| Dimanche | Football Night in America | Football Night in America             | NBC Sunday Night Football    | NBC Sunday Night Football            |

Programme pour la mi-saison 
- Law & Order: Organized Crime (saison 4)
- La Brea (série télévisée) (saison 3)
- Magnum (série télévisée, 2018) (saison 5, partie 2)

### Programmation saison 2022-2023
| Jours    | 20h-21h                               | 20h-21h                            | 21h-22h                      | 22h-23h                                 |
| Jours    | 20h-20h30                             | 20h30-21h                          | 21h-22h                      | 22h-23h                                 |
| -------- | ------------------------------------- | ---------------------------------- | ---------------------------- | --------------------------------------- |
| Lundi    | The Voice (saisons 23)                | The Voice (saisons 23)             | The Voice (saisons 23)       | Quantum Leap (saison 1, nouveauté)      |
| Mardi    | The Voice                             | The Voice                          | La Brea (saison 2)           | New Amsterdam (saison 5)                |
| Mercredi | Chicago Med (saison 8)                | Chicago Med (saison 8)             | Chicago Fire (saison 11)     | Chicago P.D. (saison 10)                |
| Jeudi    | Law and Order (saison 22)             | Law and Order (saison 22)          | Law & Order: SVU (saison 24) | Law & Order: Organized Crime (saison 3) |
| Vendredi | Capital One College Bowl(saison 2)    | Capital One College Bowl(saison 2) | Dateline NBC                 | Dateline NBC                            |
| Vendredi | Lopez vs. Lopez (saison 1, nouveauté) | Young Rock (saison 3)              | Dateline NBC                 | Dateline NBC                            |
| Dimanche | Football Night in America             | Football Night in America          | NBC Sunday Night Football    | NBC Sunday Night Football               |

Programme pour la mi-saison 
- Magnum (série télévisée, 2018) (saison 5, partie 1)
- Blacklist (série télévisée) (saison 10)
- Night Court (saison 1, nouveauté)
- American Auto (saison 2)
- Grand Crew (saison 2)

### Programmation saison 2021-2022
| Jours    | 20h-21h                                            | 20h-21h                                            | 21h-22h                                            | 21h-22h                                            | 22h-23h                                   |
| Jours    | 20h-20h30                                          | 20h30-21h                                          | 21h-21h30                                          | 21h30-22h                                          | 22h-23h                                   |
| -------- | -------------------------------------------------- | -------------------------------------------------- | -------------------------------------------------- | -------------------------------------------------- | ----------------------------------------- |
| Lundi    | The Voice (saisons 21 et 22)                       | The Voice (saisons 21 et 22)                       | The Voice (saisons 21 et 22)                       | The Voice (saisons 21 et 22)                       | Ordinary Joe (saison 1, nouveauté)        |
| Lundi    | America's Got Talent: Extreme(saison 1, nouveauté) | America's Got Talent: Extreme(saison 1, nouveauté) | America's Got Talent: Extreme(saison 1, nouveauté) | America's Got Talent: Extreme(saison 1, nouveauté) | The Endgame (saison 1, nouveauté)         |
| Mardi    | The Voice                                          | The Voice                                          | La Brea (saison 1, nouveauté)                      | La Brea (saison 1, nouveauté)                      | New Amsterdam (saison 4)                  |
| Mardi    | Young Rock(saison 2)                               | Mr. Mayor(saison 2)                                | This Is Us (saison 6, ultime saison)               | This Is Us (saison 6, ultime saison)               | The Thing about Pam (saison 1, nouveauté) |
| Mercredi | Chicago Med (saison 7)                             | Chicago Med (saison 7)                             | Chicago Fire (saison 10)                           | Chicago Fire (saison 10)                           | Chicago P.D. (saison 9)                   |
| Jeudi    | TBA                                                | TBA                                                | Law & Order: SVU (saison 23)                       | Law & Order: SVU (saison 23)                       | Law & Order: Organized Crime (saison 2)   |
| Jeudi    | Law and Order(saison 21)                           |                                                    | Law & Order: SVU (saison 23)                       | Law & Order: SVU (saison 23)                       | Law & Order: Organized Crime (saison 2)   |
| Vendredi | Blacklist (saison 9)                               | Blacklist (saison 9)                               | Dateline NBC                                       | Dateline NBC                                       | Dateline NBC                              |
| Dimanche | Football Night in America                          | Football Night in America                          | NBC Sunday Night Football                          | NBC Sunday Night Football                          | NBC Sunday Night Football                 |
| Dimanche | The Courtship (saison 1, nouveauté)                | The Courtship (saison 1, nouveauté)                | Weakest Link (saison 2)                            | Weakest Link (saison 2)                            | Transplant (saison 1, nouveauté)          |

### Programmation saison 2020-2021
| Jours    | 20h-21h                      | 20h-21h                       | 21h-22h                              | 21h-22h                              | 22h-23h                                            |
| Jours    | 20h-20h30                    | 20h30-21h                     | 21h-21h30                            | 21h30-22h                            | 22h-23h                                            |
| -------- | ---------------------------- | ----------------------------- | ------------------------------------ | ------------------------------------ | -------------------------------------------------- |
| Lundi    | The Voice (saisons 19 et 20) | The Voice (saisons 19 et 20)  | The Voice (saisons 19 et 20)         | The Voice (saisons 19 et 20)         | Manifest (saison 3)                                |
| Mardi    | The Voice                    | The Voice                     | This Is Us (saison 5)                | This Is Us (saison 5)                | New Amsterdam (saison 3)                           |
| Mercredi | Chicago Med (saison 6)       | Chicago Med (saison 6)        | Chicago Fire (saison 9)              | Chicago Fire (saison 9)              | Chicago P.D. (saison 8)                            |
| Jeudi    | Superstore (saison 5)        | Brooklyn Nine-Nine (saison 8) | New York, unité spéciale (saison 22) | New York, unité spéciale (saison 22) | Law & Order: Organized Crime (saison 1, nouveauté) |
| Vendredi | Blacklist (saison 8)         | Blacklist (saison 8)          | Dateline NBC                         | Dateline NBC                         | Dateline NBC                                       |
| Dimanche | Football Night in America    | Football Night in America     | NBC Sunday Night Football            | NBC Sunday Night Football            | NBC Sunday Night Football                          |

À venir :
- Good Girls (saison 4)
- Zoey's Extraordinary Playlist (saison 2)
- Kenan (saison 2)
- Mr. Mayor (saison 1, nouveauté)
- Young Rock (saison 1, nouveauté)

### Programmation saison 2019-2020
| Jours    | 20h-21h                             | 20h-21h                                            | 21h-22h                                                       | 21h-22h                                                       | 22h-23h                                    |
| Jours    | 20h-20h30                           | 20h30-21h                                          | 21h-21h30                                                     | 21h30-22h                                                     | 22h-23h                                    |
| -------- | ----------------------------------- | -------------------------------------------------- | ------------------------------------------------------------- | ------------------------------------------------------------- | ------------------------------------------ |
| Lundi    | The Voice (saisons 17)              | The Voice (saisons 17)                             | The Voice (saisons 17)                                        | The Voice (saisons 17)                                        | Bluff City Law (saison 1, nouveauté)       |
| Lundi    | The Voice (saisons 18)              | The Voice (saisons 18)                             | The Voice (saisons 18)                                        | The Voice (saisons 18)                                        | Manifest (saison 2, à partir de janvier)   |
| Mardi    | The Voice                           | The Voice                                          | This Is Us (saison 4)                                         | This Is Us (saison 4)                                         | New Amsterdam (saison 2)                   |
| Mardi    | The Voice                           | The Voice                                          | Council of Dads (saison 1, à partir de mars)                  |                                                               | New Amsterdam (saison 2)                   |
| Mercredi | Chicago Med (saison 5)              | Chicago Med (saison 5)                             | Chicago Fire (saison 8)                                       | Chicago Fire (saison 8)                                       | Chicago P.D. (saison 7)                    |
| Jeudi    | Superstore (saison 4)               | Perfect Harmony (saison 1, nouveauté)              | The Good Place (saison 4)                                     | Sunnyside (saison 1, nouveauté)                               | New York : unité spéciale (saison 21)      |
| Jeudi    | Superstore (saison 4)               | Perfect Harmony (saison 1, nouveauté)              | The Good Place (saison 4)                                     | Will et Grace (saison 11)                                     | New York : unité spéciale (saison 21)      |
| Jeudi    | Superstore (saison 4)               | Brooklyn Nine-Nine (saison 7, à partir de février) | Will et Grace (saison 11, à partir de février)                | Indebted (saison 1, à partir de février)                      | New York : unité spéciale (saison 21)      |
| Vendredi | Blacklist (saison 7)                | Blacklist (saison 7)                               | Dateline NBC                                                  | Dateline NBC                                                  | Dateline NBC                               |
| Vendredi | Lincoln Rhyme (saison 1, nouveauté) |                                                    | Dateline NBC                                                  | Dateline NBC                                                  | Dateline NBC                               |
| Dimanche |                                     |                                                    | Zoey's Extraordinary Playlist (saison 1, à partir de février) | Zoey's Extraordinary Playlist (saison 1, à partir de février) | Good Girls (saison 3, à partir de février) |

À venir :
- Blindspot (saison 5)
- Kenan (saison 1, nouveauté)

### Programmation saison 2018-2019
| Jours    | 20h-21h                                   | 20h-21h                                   | 21h-22h                                            | 21h-22h                                      | 22h-23h                                 |
| Jours    | 20h-20h30                                 | 20h30-21h                                 | 21h-21h30                                          | 21h30-22h                                    | 22h-23h                                 |
| -------- | ----------------------------------------- | ----------------------------------------- | -------------------------------------------------- | -------------------------------------------- | --------------------------------------- |
| Lundi    | The Voice (saisons 15 et 16)              | The Voice (saisons 15 et 16)              | The Voice (saisons 15 et 16)                       | The Voice (saisons 15 et 16)                 | Manifest (saison 1, nouveauté)          |
| Mardi    | The Voice                                 | The Voice                                 | This Is Us (saison 3)                              | This Is Us (saison 3)                        | New Amsterdam (saison 1, nouveauté)     |
| Mercredi | Chicago Med (saison 4)                    | Chicago Med (saison 4)                    | Chicago Fire (saison 7)                            | Chicago Fire (saison 7)                      | Chicago P.D. (saison 6)                 |
| Jeudi    | Superstore (saison 4)                     | The Good Place (saison 3)                 | Will & Grace (saison 10)                           | I Feel Bad (saison 1, nouveauté)             | New York, unité spéciale (saison 20)    |
| Jeudi    | Superstore (saison 4)                     | A.P. Bio (saison 2, à partir de mars)     | Brooklyn Nine-Nine (saison 6, à partir de janvier) | I Feel Bad (saison 1, nouveauté)             | New York, unité spéciale (saison 20)    |
| Vendredi | Blindspot (saison 4)                      | Blindspot (saison 4)                      | Midnight, Texas (saison 2)                         | Midnight, Texas (saison 2)                   | Dateline NBC                            |
| Vendredi | The Blacklist (saison 6, à partir de mai) | The Blacklist (saison 6, à partir de mai) | The Blacklist (saison 6, de janvier à avril)       | The Blacklist (saison 6, de janvier à avril) | Dateline NBC                            |
| Vendredi | The Blacklist (saison 6, à partir de mai) | The Blacklist (saison 6, à partir de mai) | Dateline NBC                                       |                                              |                                         |
| Dimanche | Football Night in America                 | NFL Sunday Night Football                 | NFL Sunday Night Football                          | NFL Sunday Night Football                    | NFL Sunday Night Football               |
| Dimanche | Dateline NBC                              | Dateline NBC                              | Dateline NBC                                       | Dateline NBC                                 | Good Girls (saison 2, à partir de mars) |

### Programmation saison 2017-2018
- Programmation de l'automne :

| Jours    | 20h-21h                      | 20h-21h                      | 21h-22h                              | 21h-22h                              | 22h-23h                                      |
| Jours    | 20h-20h30                    | 20h30-21h                    | 21h-21h30                            | 21h30-22h                            | 22h-23h                                      |
| -------- | ---------------------------- | ---------------------------- | ------------------------------------ | ------------------------------------ | -------------------------------------------- |
| Lundi    | The Voice (saisons 13 et 14) | The Voice (saisons 13 et 14) | The Voice (saisons 13 et 14)         | The Voice (saisons 13 et 14)         | The Brave (saison 1, nouveauté)              |
| Mardi    | The Voice                    | The Voice                    | Superstore (saison 3)                | The Good Place (saison 2)            | Chicago Fire (saison 6)                      |
| Mercredi | The Blacklist (saison 5)     | The Blacklist (saison 5)     | New York, unité spéciale (saison 19) | New York, unité spéciale (saison 19) | Chicago PD (saison 5)                        |
| Jeudi    | Will & Grace (saison 9)      | Great News (saison 2)        | This Is Us (saison 2)                | This Is Us (saison 2)                | Law & Order True Crime (saison 1, nouveauté) |
| Vendredi | Blindspot (saison 3)         | Blindspot (saison 3)         | Taken (saison 2)                     | Taken (saison 2)                     | Dateline                                     |

- Programmation de la mi-saison :

| Jours    | 20h-21h                      | 20h-21h                        | 21h-22h                              | 21h-22h                              | 22h-23h                          |
| Jours    | 20h-20h30                    | 20h30-21h                      | 21h-21h30                            | 21h30-22h                            | 22h-23h                          |
| -------- | ---------------------------- | ------------------------------ | ------------------------------------ | ------------------------------------ | -------------------------------- |
| Lundi    | The Voice (saisons 13 et 14) | The Voice (saisons 13 et 14)   | The Voice (saisons 13 et 14)         | The Voice (saisons 13 et 14)         | Good Girls (saison 1, nouveauté) |
| Mardi    | The Voice                    | The Voice                      | Superstore (saison 3)                | Rise (saison 1, nouveauté)           | Chicago Med (saison 3)           |
| Mercredi | The Blacklist (saison 5)     | The Blacklist (saison 5)       | New York, unité spéciale (saison 19) | New York, unité spéciale (saison 19) | Chicago PD (saison 5)            |
| Jeudi    | Will & Grace (saison 9)      | A.P. Bio (saison 1, nouveauté) | This Is Us (saison 2)                | This Is Us (saison 2)                | Chicago Fire (saison 6)          |
| Vendredi | Blindspot (saison 3)         | Blindspot (saison 3)           | Taken (saison 2)                     | Taken (saison 2)                     | Dateline                         |

### Programmation saison 2016-2017
- Programmation de l'automne :

| Jours    | 20h-21h                                      | 20h-21h                                      | 21h-22h                              | 22h-23h                        |
| Jours    | 20h-20h30                                    | 20h30-21h                                    | 21h-22h                              | 22h-23h                        |
| -------- | -------------------------------------------- | -------------------------------------------- | ------------------------------------ | ------------------------------ |
| Lundi    | The Voice (saisons 11 et 12)                 | The Voice (saisons 11 et 12)                 | The Voice (saisons 11 et 12)         | Timeless (saison 1, nouveauté) |
| Mardi    | The Voice                                    | The Voice                                    | This Is Us (saison 1, nouveauté)     | Chicago Fire (saison 5)        |
| Mercredi | Blindspot (saison 2)                         | Blindspot (saison 2)                         | New York, unité spéciale (saison 18) | Chicago PD (saison 4)          |
| Jeudi    | Superstore (saison 2)                        | The Good Place (saison 1, nouveauté)         | Chicago Med (saison 2)               | The Blacklist (saison 4)       |
| Vendredi | Caught on Camera with Nick Cannon (saison 3) | Caught on Camera with Nick Cannon (saison 3) | ?                                    | Dateline                       |

- Programmation de la mi-saison :

| Jours    | 20h-21h                            | 20h-21h                            | 21h-22h                              | 22h-23h                                          |
| Jours    | 20h-20h30                          | 20h30-21h                          | 21h-22h                              | 22h-23h                                          |
| -------- | ---------------------------------- | ---------------------------------- | ------------------------------------ | ------------------------------------------------ |
| Lundi    | The Voice (saisons 11 et 12)       | The Voice (saisons 11 et 12)       | The Voice (saisons 11 et 12)         | Taken (saison 1, nouveauté)                      |
| Mardi    | The Voice                          | The Voice                          | Trial & Error (saison 1, nouveauté)  | Chicago Fire (saison 5)                          |
| Mercredi | Blindspot (saison 2)               | Blindspot (saison 2)               | New York, unité spéciale (saison 18) | Chicago PD (saison 4)                            |
| Jeudi    | Superstore (saison 2)              | Powerless (saison 1, nouveauté)    | Chicago Med (saison 2)               | The Blacklist : Redemption (saison 1, nouveauté) |
| Jeudi    | Superstore (saison 2)              | Powerless (saison 1, nouveauté)    | Chicago Med (saison 2)               | The Blacklist (saison 4)                         |
| Vendredi | Emerald City (saison 1, nouveauté) | Emerald City (saison 1, nouveauté) | Grimm (saison 6)                     | Dateline                                         |

### Programmation saison 2015-2016
- Programmation de l'automne :

| Jours    | 20h-21h                             | 20h-21h                                  | 21h-22h                              | 22h-23h                                                               |
| Jours    | 20h-20h30                           | 20h30-21h                                | 21h-22h                              | 22h-23h                                                               |
| -------- | ----------------------------------- | ---------------------------------------- | ------------------------------------ | --------------------------------------------------------------------- |
| Lundi    | The Voice (saisons 9 et 10)         | The Voice (saisons 9 et 10)              | The Voice (saisons 9 et 10)          | Blindspot (saison 1, nouveauté)                                       |
| Mardi    | The Voice                           | The Voice                                | Chicago Med (saison 1, nouveauté)    | Best Time Ever with Neil Patrick Harris (saison 1, jusqu'en novembre) |
| Mardi    | The Voice                           | The Voice                                | Chicago Med (saison 1, nouveauté)    | Chicago Fire (saison 4)                                               |
| Mercredi | The Mysteries of Laura (saison 2)   | The Mysteries of Laura (saison 2)        | New York, unité spéciale (saison 17) | Chicago PD (saison 3)                                                 |
| Jeudi    | Heroes Reborn (saison 1, nouveauté) | Heroes Reborn (saison 1, nouveauté)      | The Blacklist (saison 3)             | The Player (saison 1, nouveauté)                                      |
| Vendredi | Undateable (saison 3)               | People Are Talking (saison 1, nouveauté) | Grimm (saison 5)                     | Dateline                                                              |

- Programmation de la mi-saison :

| Jours    | 20h-21h                                          | 20h-21h                                          | 21h-22h                              | 22h-23h                                 |
| Jours    | 20h-20h30                                        | 20h30-21h                                        | 21h-22h                              | 22h-23h                                 |
| -------- | ------------------------------------------------ | ------------------------------------------------ | ------------------------------------ | --------------------------------------- |
|          | The Voice (saisons 9 et 10)                      | The Voice (saisons 9 et 10)                      | The Voice (saisons 9 et 10)          | Telenovela (saison 1, jusqu'en février) |
| Lundi    | The Voice (saisons 9 et 10)                      | The Voice (saisons 9 et 10)                      | The Voice (saisons 9 et 10)          | Blindspot (saison 1, nouveauté)         |
| Mardi    | The Voice                                        | The Voice                                        | Chicago Med (saison 1, nouveauté)    | Chicago Fire (saison 4)                 |
| Mercredi | Heartbeat (saison 1, nouveauté)                  | Heartbeat (saison 1, nouveauté)                  | New York, unité spéciale (saison 17) | Chicago PD (saison 3)                   |
| Jeudi    | You, Me and the Apocalypse (saison 1, nouveauté) | You, Me and the Apocalypse (saison 1, nouveauté) | The Blacklist (saison 3)             | Shades of Blue (saison 1, nouveauté)    |
| Vendredi | Undateable (saison 3)                            | People Are Talking (saison 1, nouveauté)         | Grimm (saison 5)                     | Dateline                                |

## Émissions diffusées par NBC

### Téléréalités et jeux
- The Apprentice / The Celebrity Apprentice (2004–2017)
- The Biggest Loser (2004–2016, puis 200 sur USA Network)
- America's Got Talent (2006–en cours)
- The Voice (2011–en cours)
- Love in the Wild (en) (2011–2012)
- Betty White's Off Their Rockers (2012–2017)
- Fashion Star (2012–2013)
- American Ninja Warrior (en) (2012-en cours)
- Take It All (en) (2012)
- Ready for Love (en) (2013)

### Nouvelles et informations
- Meet the Press (1947–en cours)
- Today (1952–en cours)
- NBC Nightly News (1970–en cours)
- Dateline NBC (1992–en cours)
- Early Today (en) (1999–en cours)
- Rock Center with Brian Williams (2011–2013)

### Fin de soirée
- Saturday Night Live (1975-en cours)
- The Tonight Show Starring Jimmy Fallon (depuis 2014)
- Late Night with Seth Meyers (depuis 2014)
- Last Call with Carson Daly (2002-en cours)

### Événements annuels
- Golden Globes
- Miss USA (2003-en cours)
- Miss Universe (2003-en cours)
- NAACP Image Awards (2011-en cours)

### Anciennes émissions
- The Red Skelton Show (1951-1953, 1970-1971)
- Watch Mr. Wizard (1951-1965)
- Late Night with David Letterman (1982-1993)
- Late Night with Conan O'Brien (1993-2009)
- Fear Factor (en) (2001–2006 ; 2011-2012)
- To Catch a Predator (2004-2007)
- The Sing-Off (2009–2012)
- The Jay Leno Show (2009-2010)
- The Tonight Show with Jay Leno (1992–2009 ; 2010-2014)
- Late Night with Jimmy Fallon (2009-2014)